# Магатма Ганді
Мога́ндас Кара́мчанд Га́нді (гуджараті મોહનદાસ કરમચંદ ગાંધી, гінді मोहनदास करमचंद गांधी, МФА: [moːˈɦəndaːs kəˈɾəmtʂənd ˈɡaːndʱiː] вимоваⓘ, Магатма Ганді; 2 жовтня 1869, Порбандар — 30 січня 1948, Нью-Делі) — індійський державний і політичний діяч, національний герой. Один із керівників та ідеологів національно-визвольних рухів Індії. Сформулював філософію ненасильства, яка вплинула на національні та міжнародні рухи прихильників мирних змін.

## Біографія

### Ранні роки

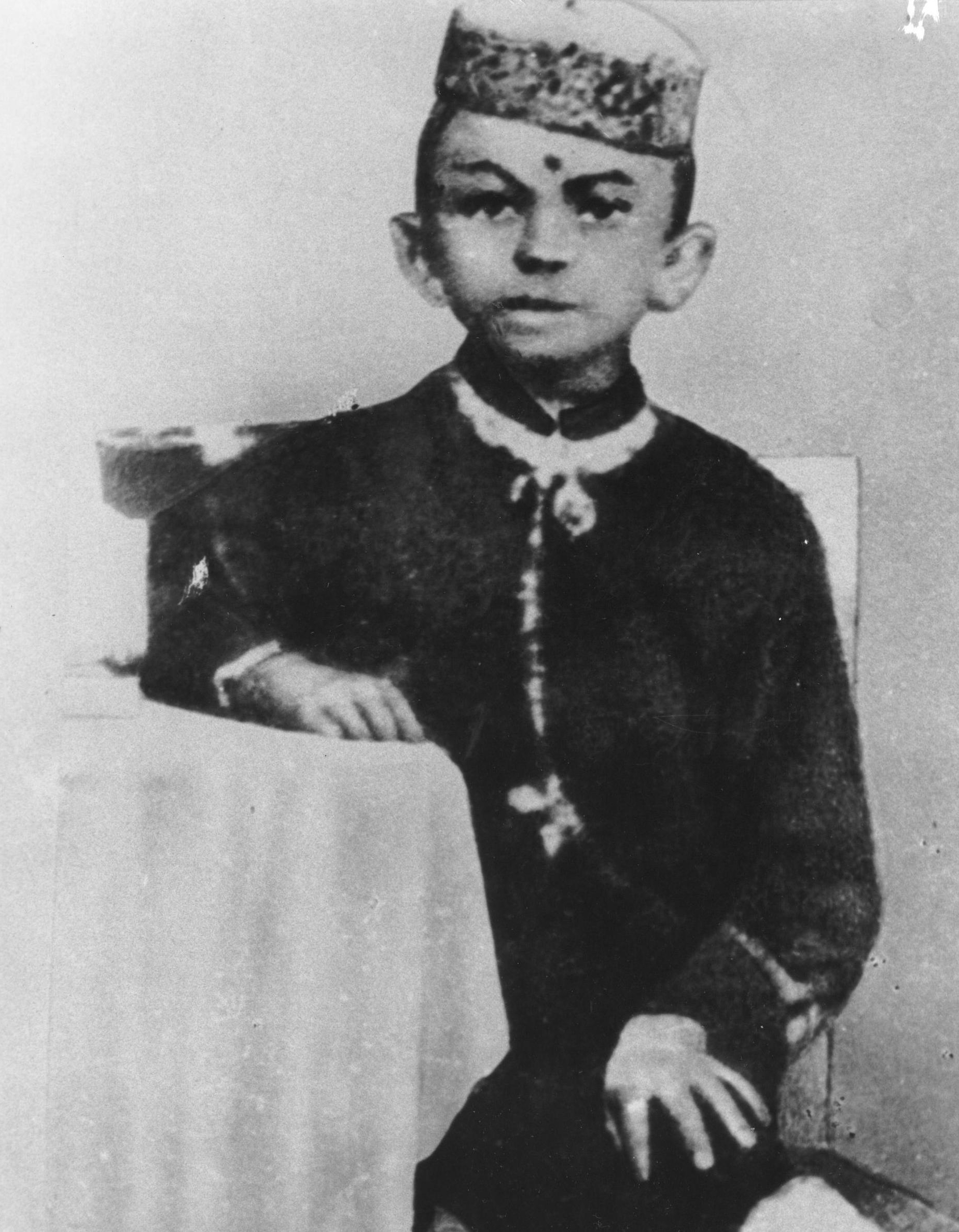
Могандас Ганді у віці семи років, 1876 р.

Прізвище «Ганді» перекладається як «бакалійник», тобто продавець прянощів. Саме до цієї касти з варни вайш'їв і належав Могандас.
Народився 2 жовтня 1869 року в місті Порбандар. Був шостою дитиною в сім'ї.
Батько Ганді (Карамчанд Ганді) був міністром у декількох князівствах півострова Катхіявар. Ганді ріс у родині, де дотримувалися звичаїв індуїстської релігії, що не могло не вплинути на формування його світогляду. Карамчанд та його дружина Путлібай (мати Моганадаса) належали до найбільш ортодоксального вішнуїстського напряму в індуїстській релігії, вони не вживали алкоголю, м'яса, не курили тютюну.
Коли Могандасу було сім років, у його батька виник конфлікт з британським агентом у Порбандарі. Карамчанд позбувся своєї посади, проте князь сусіднього Раджкота негайно запропонував йому аналогічне місце. Родина Ганді переїхала до цього міста, де Мохандас пішов до початкової, а згодом і до середньої школи. Майбутній лідер нації не вирізнявся якимись помітними успіхами в навчанні, був дуже несміливим і уникав товариства інших дітей.
У 13 років Могандас одружився зі своєю ровесницею Кастурбай. У подружжя було четверо синів: Харілай (1888—1949), Манілай (28 жовтня 1892—1956), Рамдас (1897—1969) і Девдас (1900—1957). Представники сучасної індійської сім'ї політиків Ганді до числа їхніх нащадків не належать. Від старшого сина Харілая Ганді відмовився. За його свідченням, він пив, вів розпусне життя і залазив у борги. Кілька разів Харілай міняв релігію, помер від сифілісу. Всі інші сини були послідовниками батька та активістами його руху за незалежність Індії. Девдас також відомий своїм шлюбом з Лакша — дочкою Раджаджі, одного з керівників Індійського національного конгресу і гарячого прихильника Ґанді та індійського національного героя. Однак Раджаджі належав до варни брамінів, а міжварнові шлюби суперечили релігійним переконанням Ґанді. Проте в 1933 році батьки дали Девдасу дозвіл на шлюб.

### Навчання у Великій Британії
4 вересня 1888 року вісімнадцятирічний Ганді відплив з Бомбея в Лондон на навчання, де через 3 роки отримав диплом баристера (адвоката). Він не лише удосконалив свою англійську, а й вивчив ще французьку мову, в Лондонському університеті та Школі права опановував юридичні та природничі науки. Молодий Ганді досконало опанував уміння одягатися по-європейському та поводитися в товаристві, навіть брав уроки європейських музики й танців. Як не дивно, тільки у Великій Британії та в англійському перекладі Магатма ознайомився зі священними книгами індуїзму. Величезне враження справила на нього книга «Світло Азії», присвячена буддизму. Він читав також Коран, Старий і Новий заповіти християн.

### Південна Африка

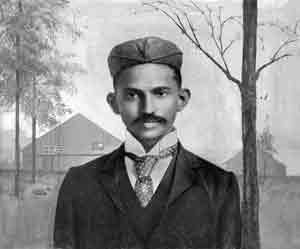
Ганді в Південній Африці (1895)

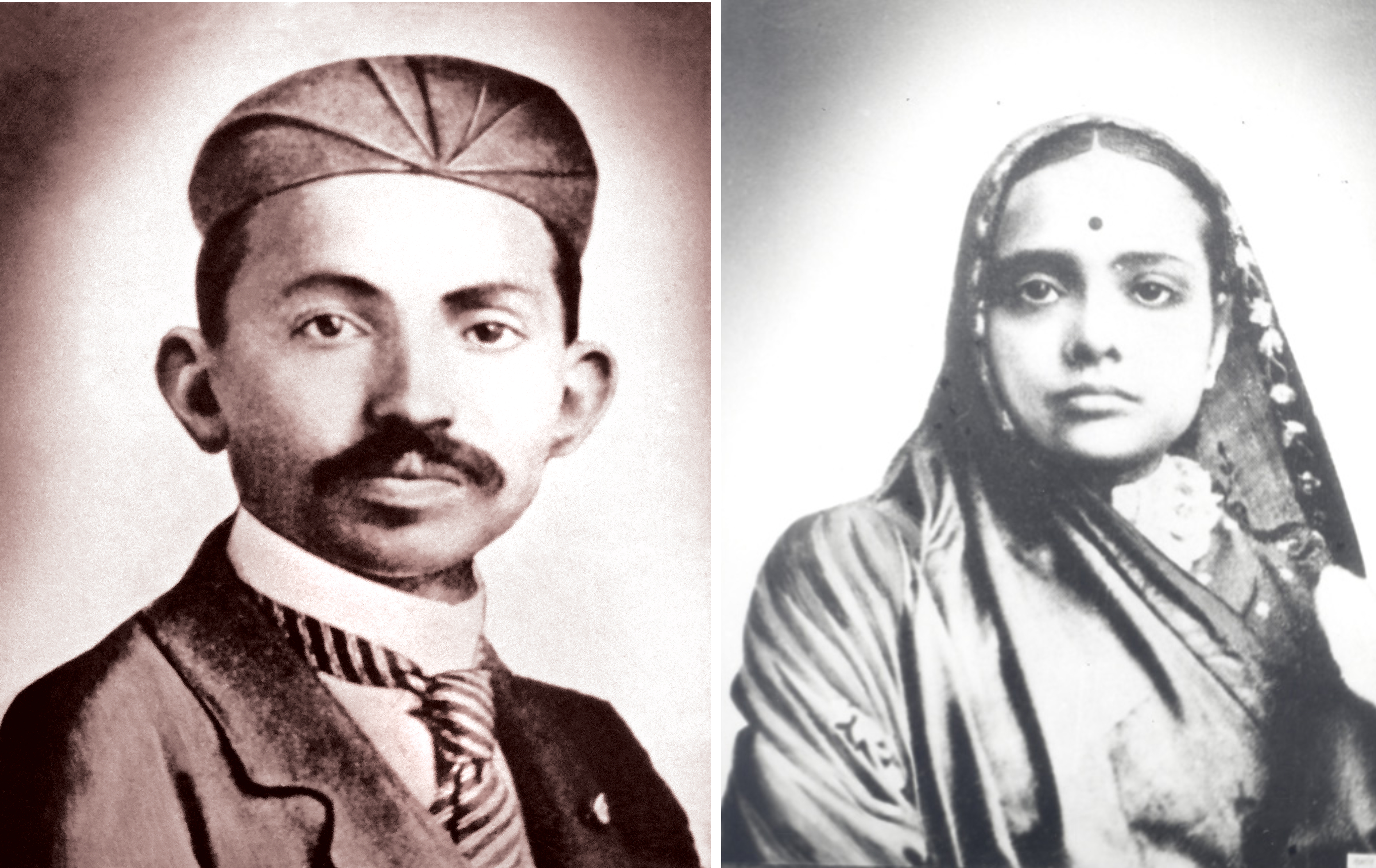
Могандас Ганді і його дружина Кастурбай (1902)

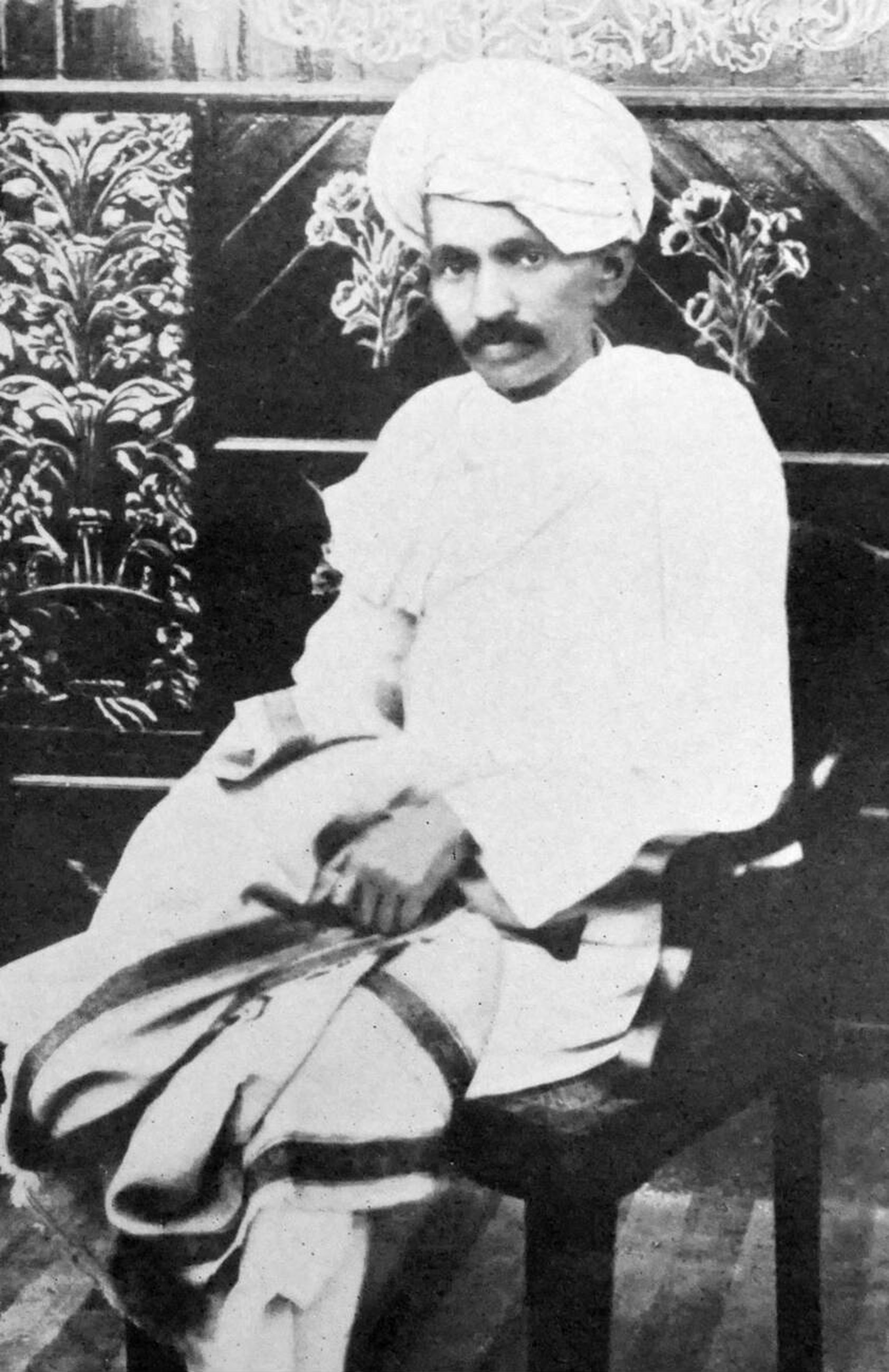
Ганді в 1918 році

Одержавши 1891 року юридичну освіту у Великій Британії, Ганді до 1893 року трудився адвокатською практикою в Бомбеї, де не здобув значних успіхів через те, що не був знайомий з традиційним індійським та мусульманським правом, а також через власну чесність (юридична система Британської Індії була тоді наскрізь корумпованою) та сором'язливість.
У 1893 році за запрошенням старшого брата переїжджає у південноафриканську провінцію Наталь. У 1893–1914 роках служив юрисконсультом гуджаратської торговельної фірми в Південній Африці. Тут Ганді очолив боротьбу проти расової дискримінації та утиску індійців, організовував мирні демонстрації, писав петиції до уряду. У 1894 році заснував Індійський конгрес Наталю і розпочав боротьбу за надання індійцям рівних громадянських прав з південноафриканськими білими. В результаті південноафриканським індійцям удалося домогтися скасування деяких дискримінаційних законів.
1904 року Ганді полишив свою адвокатську практику, яка приносила чималий прибуток, купив ферму Фенікс поблизу Дурбана, де й оселився разом із сім'єю та однодумцями. Його приваблювало скромне життя та занурення в релігію. Він читав релігійні тексти, завів листування з Левом Толстим. Ця ферма стала прототипом ашрамів (осередків), які він згодом закладав по всій Індії.
У Південній Африці Ганді виробив тактику ненасильницького опору (сатьяґраги). Під час другої англо-бурської (1899–1902) та англо-зулуської (1906) війн Ганді створив санітарні загони з-поміж індійців для допомоги британцям, хоча, за його власним визнанням, вважав за справедливу боротьбу бурів і зулусів; свої дії він розглядав як доказ лояльності індійців до Британської імперії, що, на думку Ганді, мало переконати британців надати Британській Індії право на самоврядування. Першою масовою кампанією сатьяграхи став знаменитий марш на Трансвааль, який відбувся 13 листопада 1913 року.
Уряд Наталю запропонував 1906 року запровадити обов'язкову реєстрацію всіх індійців. Ганді скликав масові збори індійців у театрі Імперіал у Йоганнесбурзі, які різко виступили проти принизливої реєстрації. Тоді Ганді вперше вдається до тактики ненасильницького опору. Індійці організовано і твердо відмовляються підкорятись закону. Переговори спершу не дали наслідків, так само, як і поїздка Ганді до Великої Британії. Боротьба починається мітингом в Йоганнесбурзі 1 січня 1908 року, де індійці демонстративно спалюють повістки на реєстрацію. На цьому мітингу Ганді було вперше заарештовано. Лише наприкінці наступного року було досягнуто компромісу — індійцям дозволили реєструватися добровільно. Потім він неодноразово сидів у тюрмі і в Африці, і в Британській Індії, а тим, хто хотів стати його послідовником, завжди ставив запитання: «Чи готові ви до ув'язнення?»

### Боротьба за незалежність Індії
Після повернення на батьківщину (січень 1915 року) Ганді зблизився з партією Індійський національний конгрес і незабаром став одним із лідерів національно-визвольного руху Індії, ідейним керівником Конгресу. Після Першої світової війни Ганді та його послідовники виступають на велелюдних мітингах із закликами до боротьби проти британського панування. Цю боротьбу Ганді обмежував винятково ненасильницькими формами, засуджуючи будь-яке насильство з боку революційного народу.
Така позиція Ганді відповідала інтересам індійської буржуазії, і партія Індійський національний конгрес підтримала її повністю. У 1919–1947 роках Національний конгрес під керівництвом Ганді перетворився на масову національну організацію, що мала підтримку народу. Залучення мас у національно-визвольний рух є великою заслугою Ганді й джерелом його величезної популярності.
Під час Другої світової війни Ганді проголосив, що Індія не може брати участі у війні за свободу в той час, коли самій Індії у свободі відмовлено. Тоді він розпочав кампанію «Quit India» («Полишіть Індію»). Це призвело до насильства й масових арештів. Самого Ганді заарештовано 9 серпня 1942 року й він провів під арештом два роки. За ці два роки Ґанді пережив дві важкі втрати: померла його дружина та відданий секретар Магадев Десаї.
У рамках боротьби за незалежність Ганді вдається до бойкоту британських товарів (зокрема сукна), дбає про відродження традиційних індійських ремесел. Символом боротьби стає традиційна індійська самопрядка (чаркха), до якої повертаються більшість індусів. Індуси надають перевагу товарам власного виробництва, хоч вони гіршої якості, ніж британські. Внаслідок його дій Велика Британія втрачає монополію на сіль, що фактично тримала в покорі індійців останні 300 років.
Ганді був противник роз'єднання Британської Індії за релігійною ознакою на суверенні індуську та мусульманську держави. Саме тому, присвятивши життя боротьбі за сварадж, тобто самостійність батьківщини, він відмовився брати участь у церемонії першого піднесення прапора незалежної Індії в Делі. Коли після розділу країни розпочалися масові конфлікти між індусами та мусульманами, 13 січня 1948 року Ганді оголосив голодування до смерті з вимогою припинити кровопролиття. В результаті, завдяки закликам та зусиллям лідерів обох релігійних громад насильство вдалося вгамувати. Як один із кроків на шляху до припинення ворожнечі уряд Індії дав гарантії виплати Пакистану обіцяних при поділі 550 млн рупій, що викликало обурення в середовищі радикально налаштованих індусів.

### Вбивство
Перший замах на життя Магатми Ганді відбувся 20 січня 1948 року, через два дні після того, як він припинив голодування. Він звертався до вірян з веранди свого будинку в Делі, коли біженець з Пенджабу на ім'я Маданлал кинув у нього саморобну вибухівку. Пристрій розірвався за кілька кроків від Ганді, але ніхто не постраждав. Індійський уряд, стривожений цим інцидентом, наполягав на посиленні особистої охорони Ганді, але він не хотів навіть слухати. «Якщо мені судилося загинути від кулі божевільного, я зроблю це із посмішкою». На той момент йому було 78 років.
30 січня 1948 Ганді прокинувся на світанку і взявся за роботу над проектом конституції, який треба було представити конгресу. Весь день пішов на обговорення з колегами майбутнього основного закону країни. Настав час вечірньої молитви, і в супроводі своєї племінниці він вийшов на галявину перед будинком.
Як завжди, зібралася юрба, що бурхливо вітала «батька нації». Прихильники його вчення кинулися до свого кумира, намагаючись, за стародавнім звичаєм, доторкнутися до ніг Магатми. Скориставшись метушнею, Натхурам Годзе наблизився до Ґанді й тричі вистрілив у нього. Перші дві кулі пройшли наскрізь, третя застрягла в легенях поблизу серця. Магатма що помирав, підтримуваний з обох боків племінницями, прошепотів: «О, Рама! О, Рама!» (гінді हे ! राम) (ці слова написані на меморіалі, спорудженому на місці смертельного замаху). Потім показав жестом, що прощає вбивцю, після чого помер на місці. Це сталося о 17 годині 17 хвилин.
Годзе не намагався тікати та був заарештований на місці злочину. Незабаром влада з'ясувала, що вбивця діяв не сам. Була розкрита антиурядова змова. Перед судом постали дев'ять підозрюваних, вісім з яких були визнані винними у вбивстві. Двох засудили до смертної кари й повісили 15 листопада 1949 року. Решта змовників отримали тривалі терміни ув'язнення.
30 січня 2008, у 60-у річницю з дня загибелі Ганді, частина його праху була розвіяна над морем на мисі Коморин, південного краю півострова Індостан.

## Погляди та впливи
Ганді сповідував індуїзм, одначе вважав за спільні етичні позиції індуїзму, ісламу та християнства.
Він сповідував агімсу: релігійно-етичний принцип ненасильства, що ставить вимогу не завдавати болю та зла будь-яким живим істотам.
Індуси вірять, що у своєму житті людина має пройти 4 стадії. Одна з них — брагмачар'я, життя учня, коли людина замість марнувати час на земні насолоди має спрямувати свої сили на осягнення духовних істин та виховання духовних цінностей. Ґанді розпочав брагмачар'ю на 36-му році життя.
Основним принципом свого життя він уважав сатья, прихильність правді. Йому належить вислів: «Правда — це Бог».

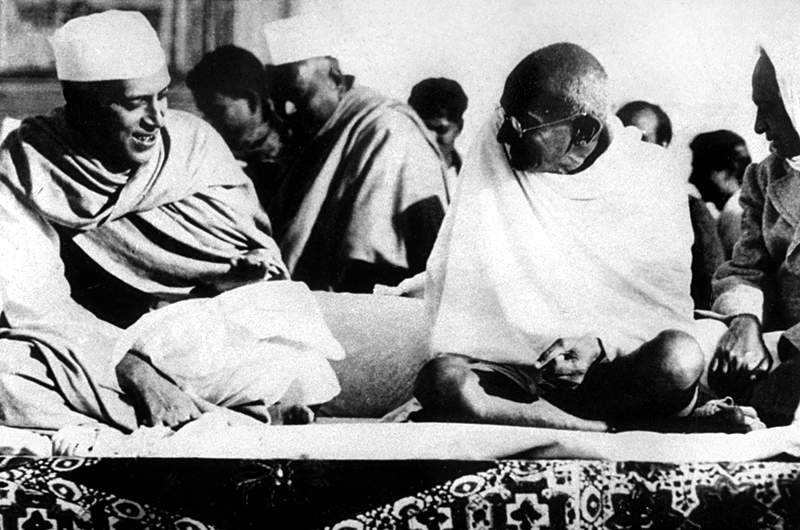
Ґанді і Неру (1937)

Політичні погляди Ганді були близькі до анархізму. Його політичним ідеалом, що описано в праці «Гінд Сварадж», була демократична держава з мінімальними функціями центрального урядового апарату. Така держава складалася б із численних малих самоврядних громад, панчаятів, що сконцентрували б основну політичну владу. Центральна влада мала б бути наділеною переважно повноваженнями в галузі безпеки. Ганді виступав за деіндустріалізацію суспільства, повернення до переважно аграрної економіки, що, на його думку, мало стати запорукою справжньої, а не удаваної, демократії. Жителі держави мали б бути рівні в політичних та громадянських правах, зокрема незалежно від статі, а кастовий поділ мав опинитися поза законом. Саме такою він мріяв бачити Індію, одначе наполягав на мирному, безкровному шляху до свого політичного ідеалу, як на його невіддільній частині.
Своїм політичним наступником Ганді називав Джавагарлала Неру, майбутнього першого прем'єр-міністра незалежної Індії, політичні погляди якого відрізнялися від поглядів самого Ґанді нахилом у бік соціалізму. Хоча на певних етапах симпатії Ганді були на боці іншого, консервативнішого діяча Індійського національного конгресу на ім'я Валлабхаї Патель.

### Ганді і Толстой
Ганді познайомився з філософією Льва Толстого, коли прочитав його книги. У своїй біографії він говорив про те, що коли вперше йому до рук потрапили книги письменника, його це настільки вразило, що всі інші книги здалися йому «нікчемними в порівнянні з незалежністю думки, глибокою моральністю і щирістю Толстого». Пізніше він говорив: «Троє сучасників сильно на мене вплинули: Райчандбай своїм безпосереднім спілкуванням зі мною, Толстой своєю книгою „Царство Боже всередині вас“ і Рескін своєю книгою „Біля останньої межі“». В одному з листів Толстой у 1910 писав Ганді: «…ваша діяльність у Трансваалі, як нам здається на кінці світу, є справа найцентральніша, найважливіша з усіх справ, які робляться тепер у світі, і участь у якій неминуче візьмуть не тільки народи християнського, але всього світу».

## Вшанування та значення
Політичну філософію Могандаса Ганді не забуто після його трагічної смерті. Його прямі послідовники розвивали в Індії політичне вчення «ґандизм», також життя та погляди Ганді стали натхненними для визвольного руху чорношкірих американців, боротьби Африканського національного конгресу проти апартеїду в Південній Африці та демократичних революцій у Європі.
Великий вплив мали ідеї Ганді на світогляд борця за права людини Мартіна Лютера Кінга, співачки Джоан Баез, норвезького вченого Югана Гальтуна, що заснував такі галузі наукових досліджень, як конфліктологія та вивчення миру.
Видатний індійський письменник, лауреат Нобелівської премії Рабіндранатх Тхакур назвав Ганді «Магатмою», що означає «Велика душа» (гінді महात्मा, məhatma; з санскриту, mahātmā — велика душа). Під цим ім'ям він і увійшов до світової історії. Але сам Ганді цього пафосного імені не любив і не хотів, щоб його так називали.
Альберт Ейнштейн висловився про Могандаса Ганді:
|  | «Моральний вплив, який справив Ганді на мислячих людей, є набагато сильнішим, ніж здається можливим у наш час із його надлишком насильства і грубої сили. Ми вдячні долі, що подарувала нам такого блискучого сучасника, що є дороговказом для наступних поколінь... Можливо, наступні покоління просто не повірять, що така людина зі звичайної плоті та крові ходила по цій грішній землі». |

Загалом Ганді дванадцять разів висували на Нобелівську премію миру, останнього разу незадовго до смерті в 1948 році. Оскільки премію не присуджують посмертно, Нобелівський комітет вирішив не присуджувати того року жодної премії.
2 жовтня — у день народження Могандаса Ганді — за резолюцією Генеральної Асамблей ООН від 15 червня 2007 відзначається Міжнародний день ненасильства. В Індії Ганді вважається національним героєм, другого жовтня відзначається національне свято Ґанді-Джаянті. Так само пам'ятним днем у Індії є 30 січня — день смерті Ганді. З ім'ям Ганді пов'язане щорічне святкування Дня Незалежності 15 серпня.
У Делі, на місці кремації Могандаса Ганді у 1948 році встановлений меморіал під назвою Радж-Ґгат.
У Нью-Делі діє музей Ганді, що називається «Ганді Смріті».
З 1995 року індійським урядом заснована Міжнародна премія миру імені Ганді.
Ще 1924 року французький письменник Ромен Роллан присвятив Ганді однойменну книгу «Магатма Ганді».
1980 року Філіп Ґлас написав присвячену Ганді оперу Сатьяграха.
Біографії Ганді присвячено кінофільм 1982 року Ґанді режисера Річарда Аттенборо. Проте на думку Салмана Рушді цей фільм є неісторичним способом творення святих за західним зразком. На думку Рушді, перетворюючи Ганді на міф, випускають з уваги справжню людину.
У 2007 році знятий фільм «Ганді, мій батьку» про складні стосунки Ганді з сином Харілаєм.

## Увіковічнення пам'яті
- Радж-Ґгат
- Ганді Смріті
- Меморіал Магатмі Ганді. У рамках святкування дня незалежності Індії, в 1997 році було прийнято рішення про створення меморіалу Магатмі Ганді в США.[15]
- Пам'ятники і меморіали, присвячені Магатмі Ганді, є у багатьох містах світу: Київ[16], Нью-Йорк, Сан-Франциско, Пітермаріцбург, Москва, Гонолулу, Лондон, Алмати, Душанбе та ін. Цікаво, що майже всі скульптури зображають Ганді в похилому віці, який іде босий та спирається на костур. Цей образ частіш за все асоціюється зі знаменитим індусом.
- На честь М. Ганді випущено поштові марки багатьох держав світу.

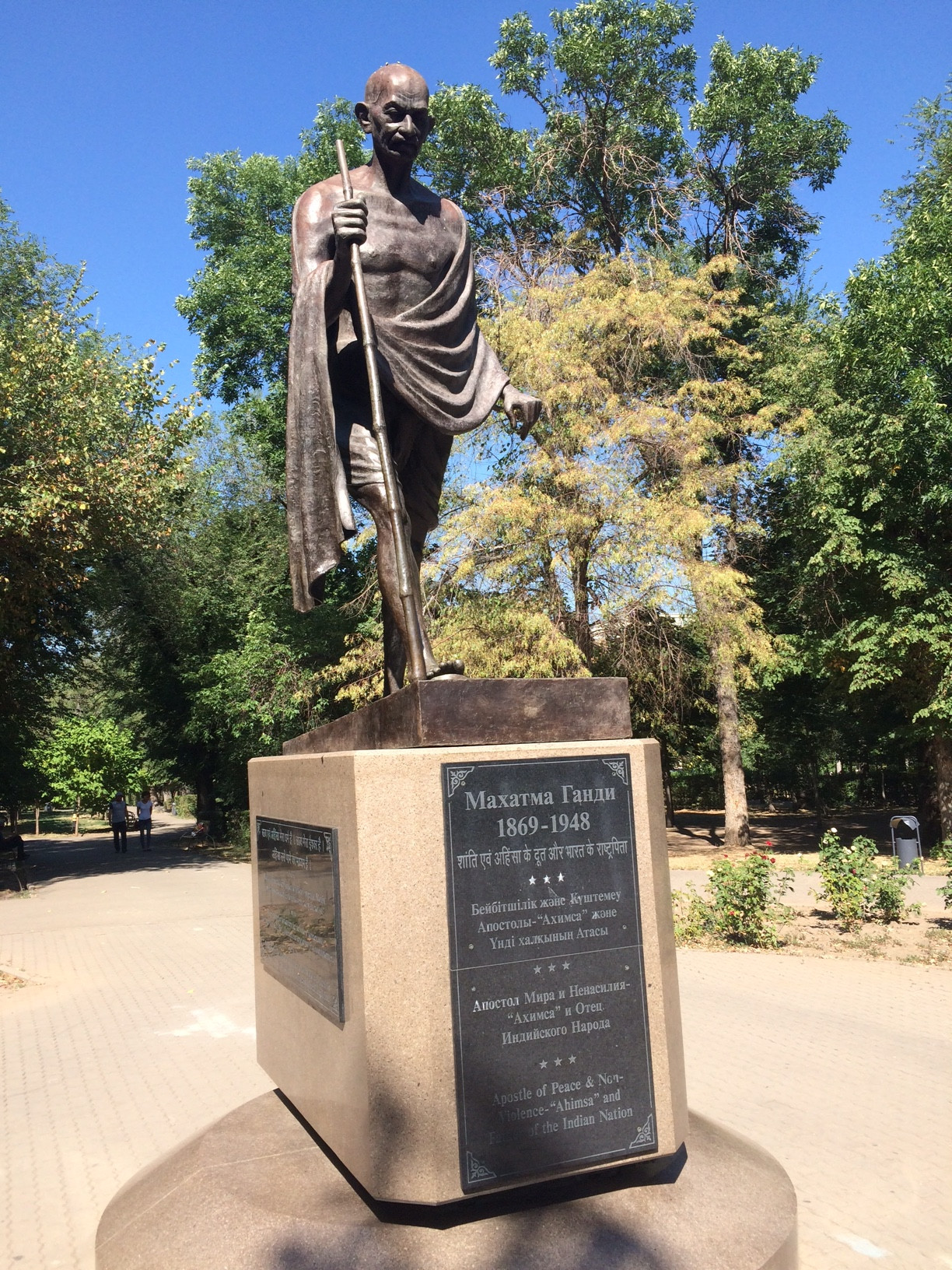
Пам'ятник Ганді в місті Алмати
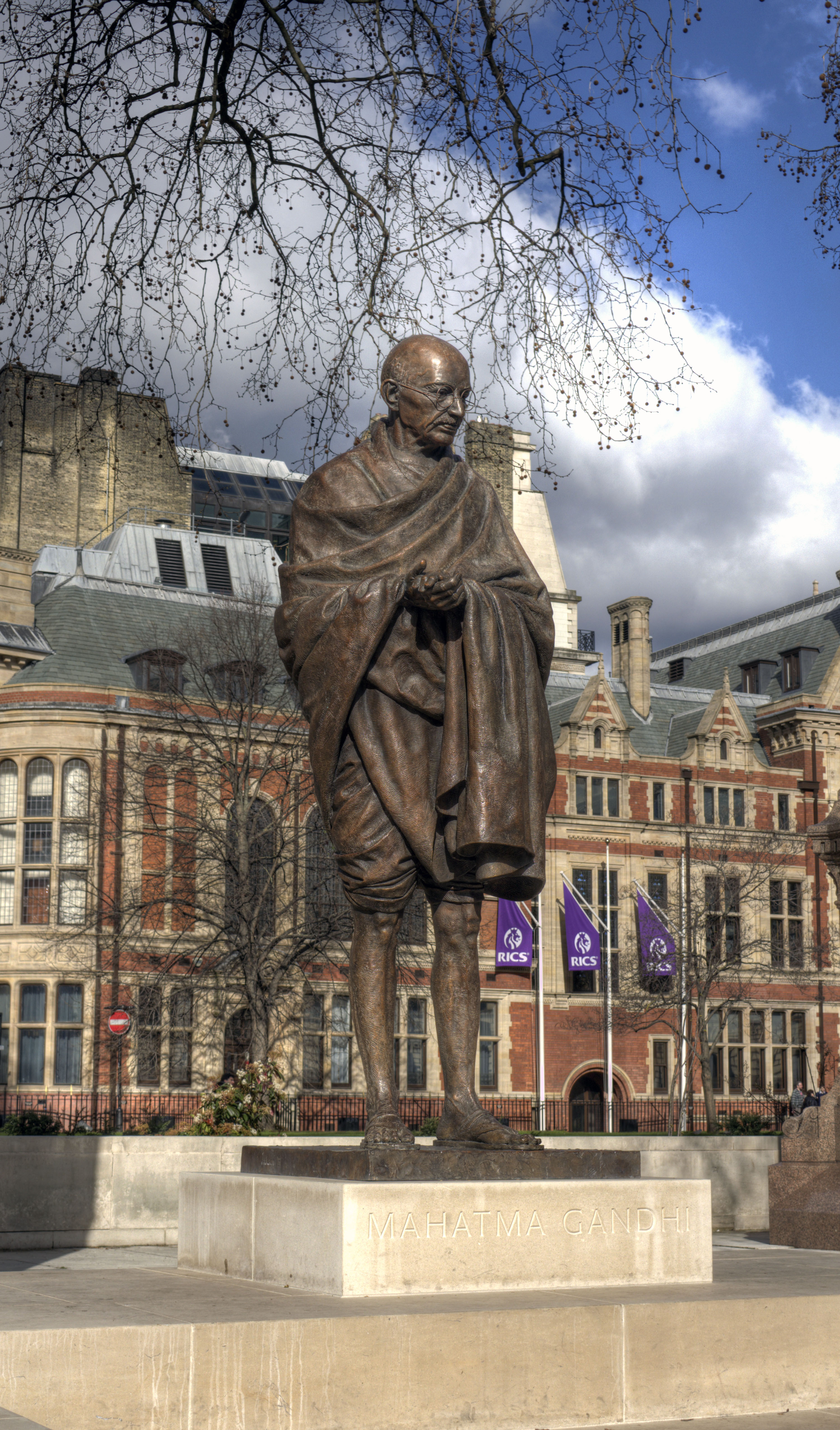
Пам'ятник Ганді у Лондоні
Пам'ятник Ганді у Вашингтоні
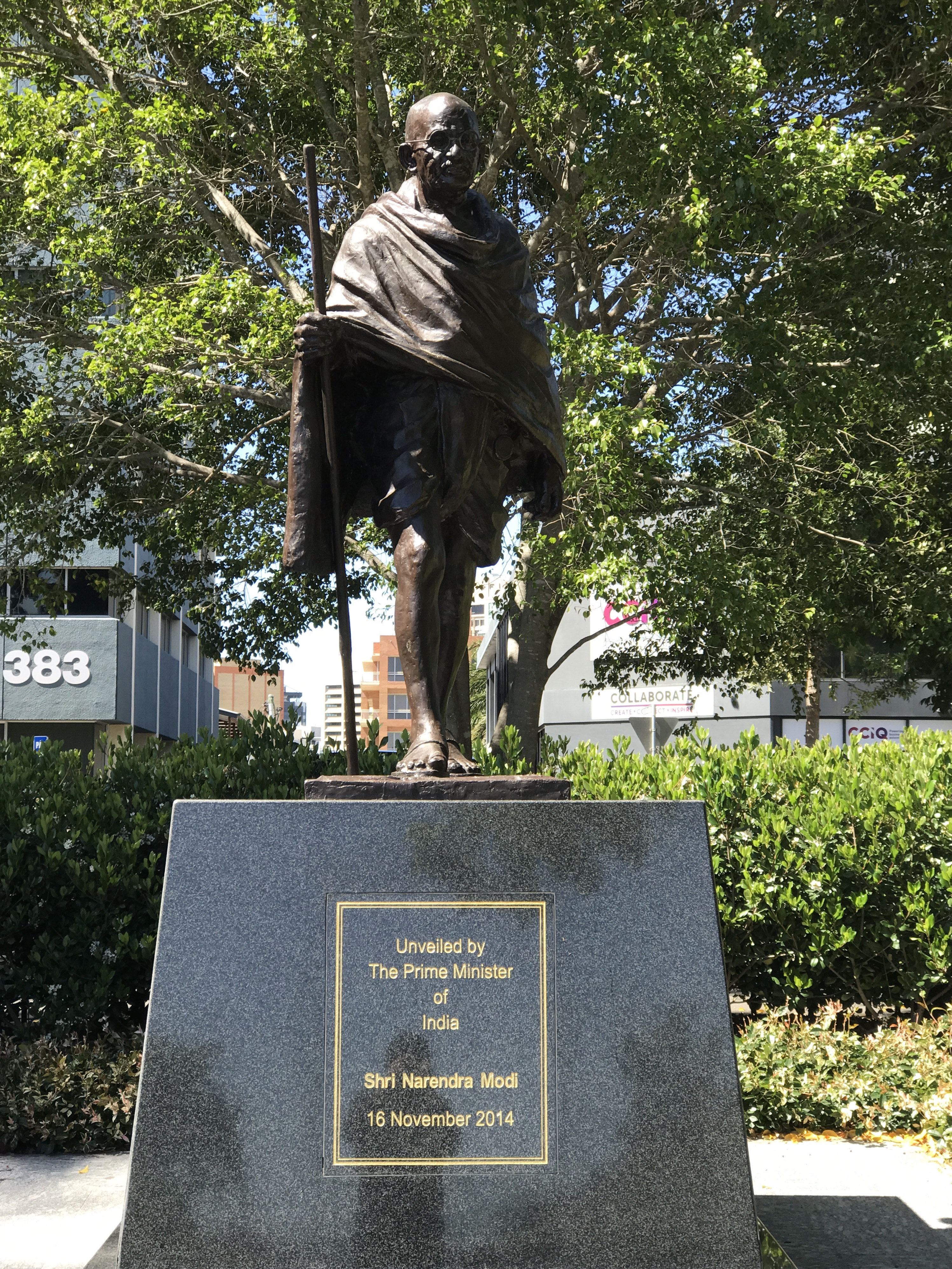
Пам'ятник Ганді у Брисбені

## Цікаві факти
- У «Золотому теляті» Ільфа і Петрова є фраза, що стала крилатою: «Ганді приїхав у Данді» (згадка про так званий соляний похід Ганді)
- У повісті «І не залишилося нікого» Еріка-Френка Рассела є згадка про якогось Ганді, творця системи громадянської непокори на Терре.
- Сер Вінстон Черчилль називав Ганді «напівголим факіром», а британці, в опитуванні Бі-бі-сі 2000 року визнали Магатму «людиною тисячоліття».
- Могандас Ганді входить в 10-ку найосвіченіших постатей світової історії за даними каталогу Бібліотеки конгресу США.
- За п'ять місяців до смерті Ґанді Індія мирним шляхом домоглася національної незалежності. Роботу 78-річного Ганді було завершено, і він розумів, що час його смерті наближається. «Ава, принеси мені всі важливі папери, — сказав він онуці вранці трагічного дня. — Я маю відзначити сьогодні. Завтрашній день може ніколи не настати». У багатьох місцях своїх статей і промов Ганді робив натяки, що свідчили про те, що він передчував свій кінець.
- Могандас Ганді написав два листи Адольфу Гітлеру, в яких відмовляв його від розв'язання Другої світової війни. Ці листи часто тлумачать хибно, оскільки Ганді починав їх зі звернення «Дорогий друже» і «Мій друже».[17].
- Укр. переклад листів:  [Архівовано 26 лютого 2014 у Wayback Machine.],  [Архівовано 6 серпня 2014 у Wayback Machine.]

## Мудрі висловлювання
1. Спочатку вони тебе не помічають, потім сміються над тобою, потім борються з тобою. А потім ти перемагаєш.
2. Коли б у мене не було почуття гумору, я б давно наклав на себе руки.
3. Принцип «око за око» зробить весь світ сліпим.
4. Світ достатньо великий, щоб задовольнити потреби будь-якої людини, але занадто малий, щоб задовольнити людську жадібність.
5. Якщо ти хочеш зміни у майбутньому — стань цією зміною у сьогоденні.
6. Слабкий ніколи не прощає. Прощати — властивість сильного.
7. Найкращий спосіб знайти себе — це розчинитися в служінні іншим.
8. Що б ти не зробив в житті — це буде замало. Але дуже важливо, щоб ти це зробив.
9. Свобода нічого не варта, якщо вона не містить у собі свободу помилятися.
10. Я знаю тільки одного тирана, і це тихий голос совісті.
11. Про велич нації і її моральний прогрес можна судити по тому, як вона поводиться з тваринами.
12. Це завжди було незрозумілим для мене: як люди можуть поважати себе, принижуючи таких самих, як вони.
13. Маленьке тіло, обумовлене духом і натхненне непогасною вірою у свою місію, може змінювати хід історії.
14. Любов ніколи не вимагає — вона завжди дає. Любов завжди страждає — ніколи не висловлює протесту, ніколи не мстить за себе.
15. Знайди мету — ресурси знайдуться.
16. Єдиний спосіб жити — це давати жити іншим.
17. Я розраховую тільки на хороше в людях. Я сам не без гріха, і тому я не вважаю себе в праві загострювати увагу на помилках інших.
18. Це не дуже мудро бути упевненим у власній мудрості. Необхідно пам'ятати про те, що найсильніший може проявити слабкість, а мудрий може припуститися помилки.
19. Справи совісті не вирішуються більшістю голосів.
20. Долайте ненависть любов'ю, неправду — правдою, насильство — терпінням.
21. Те, що можливе для одного, можливе для всіх.
22. Без моєї згоди ніхто не може мені зашкодити.
23. Бог є любов — це єдина істина, яку я цілком визнаю. Любов дорівнює Богові.
24. Яка різниця для мертвих, сиріт і бездомних, в ім'я чого творяться свавілля і руйнування — в ім'я тоталітаризму або в ім'я священної демократії і лібералізму?
25. Моє переконання таке, що ніяка людина не втрачає свободу інакше як через свою власну слабкість.
26. Людина — це продукт своїх власних думок. Про що вона думає, тим вона і стає.
27. «Ні», сказане з глибокою переконаністю, краще, ніж «так», сказане тільки для того, щоб обрадувати або, гірше за те, щоб уникнути проблем.
28. Сила — у відсутності страху, а не у кількості м'язів на нашому тілі.
29. Істинна краса полягає все-таки у чистоті серця.
30. Якщо бажаєш, щоб світ змінився, — сам стань цією зміною.

## Твори

### Онлайн
- М.-К.Ґанді. Моя віра в ненасильство [Архівовано 1 березня 2014 у Wayback Machine.] — укр. переклад.
- Махатма Ганді. Сатьяграха у Південній Африці [Архівовано 2 березня 2016 у Wayback Machine.]

### Повне зібрання творів
Найповніше видання творів Ґанді було видане в Індії під егідою Міністерства інформації та радіомовлення, видання становить 100 томів.
- The Collected Works of Mahatma Gandhi, Ministry of Information and Broadcasting, Government of India, 100 v., New Delhi 1958—1994. ISBN 978-81-230-0239-2.(англ.)

### Інші видання
- Dalton, Dennis, ed. (1996). Mahatma Gandhi: selected political writings. Hackett Publishing. ISBN 978-0-87220-330-3. Retrieved 8 February 2012.(англ.)
- Duncan, Ronald, ed. (2011). Selected Writings of Mahatma Gandhi. Literary Licensing, LLC. ISBN 978-1-258-00907-6. Free online access. Retrieved 10 February 2012.(англ.)
- Fischer, Louis, ed. (2012). The Essential Gandhi: An Anthology of His Writings on His Life, Work, and Ideas. Random House Digital, Inc.. ISBN 978-0-307-81620-7.(англ.)
- Gandhi, Mohandas Karamchand (1940). An Autobiography or The Story of My Experiments With Truth (2 ed.). Ahmedabad: Navajivan Publishing House. ISBN 0-8070-5909-9.(англ.) Текст є на сторінці Wikisource.
- Jack, Homer A., ed. (1994). The Gandhi reader: a source book of his life and writings. Grove Press. ISBN 978-0-8021-3161-4.(англ.)
- М. К. Ганди. «Моя Вера» изд. «Йога Экс-прес», авг.2009, 256 с.(рос.) ISBN 978-5-903084-22-7
- Махатма Ганди: Избранные труды, «Педагогика в Индии», изд. дом Амонашвили, 1998, ISBN 5-89147-019-5(рос.)